# Тё У
Тё У (яп. 張栩 тё: у, кит. трад. 張栩, упр. 张栩, пиньинь Zhāng Xǔ, палл. Чжан Сюй); род. 20 января 1980 года) — профессиональный игрок в го Тайваньского происхождения, проживающий и выступающий за Японию, обладатель многочисленных титулов, обладатель семи основных титулов японского го.

## Биография
Тё У родился в городе Тайбэй, Тайвань. Он начал играть в го с детства. Учителем Тё У был японский профессионал 9 дана Рин Кайхо. Свой ранг первого профессионального дана Тё У получил в 1994 году.
В 2000 году Тё У пробился в розыгрыш Кубка Фудзицу, где дошёл до четвертьфинала. В мае 2000 года он прошёл в розыгрыш лиги титула кисэй, где был самым молодым участником турнира. В апреле 2001 года он получил ранг 7 профессионального дана. В 2001 году он прошёл в финальный этап розыгрыша титула хонъимбо, где уступил О Мэйэну. В 2002 году Тё У завоевал свой первый титул, став победителем в 49-м розыгрыше Кубка NHK.
В том же году он получил премию Сюсая (Shusai Prize).
11 июля 2003 года Тё У завоевал свой первый крупный титул, победив Масао Като в 58-м розыгрыше Хонъимбо. После этого он завоевал титул Одза.
Тё У является обладателем всех семи основных титулов японского го: хонъимбо (2003), одза (2003), мэйдзин (2004), госэй (2006), тэнгэн (2008), дзюдан (2009) и кисэй (2010). В 2004 году он выиграл свой первый международный титул го — Кубок LG (соперником в финале был китайский профессионал Юй Бинь). В мае 2011 года, после победы в розыгрыше титула кисэй, Тё У пожертвовал часть своего призового гонорара (15 000 000 иен) жертвам землетрясения и цунами в Японии у восточного побережья острова Хонсю.
Тё У женат на Идзуми Кобаяси, обладательнице 6-го профессионального дана по го, женских титулов мэйдзин и хонъимбо, дочери известного японского профессионала Коити Кобаяси.

## Титулы
Тё У занимает 6-е место по количеству завоёванных титулов го среди японских игроков.
| Япония                        | Япония                     | Япония                     |
| Титул                         | Победитель                 | Финалист                   |
| ----------------------------- | -------------------------- | -------------------------- |
| Кисэй                         | 2 (2010, 2011)             |                            |
| Мэйдзин                       | 4 (2004, 2005, 2007, 2008) | 2 (2006, 2009)             |
| Хонъимбо                      | 2 (2003, 2004)             | 2 (2001, 2005)             |
| Тэнгэн                        | 1 (2008)                   | 1 (2009)                   |
| Одза                          | 7 (2003—2005, 2008—2011)   | 1 (2006)                   |
| Дзюдан                        | 2 (2009, 2010)             | 2 (2004, 2011)             |
| Госэй                         | 4 (2006—2009)              | 1 (2010)                   |
| Кубок Agon                    | 3 (2006—2008)              | 3 (2002, 2003, 2009)       |
| Рюсэй                         | 2 (2006, 2007)             | 4 (2001, 2005, 2008, 2009) |
| Кубок NHK                     | 3 (2002, 2005, 2008)       |                            |
| Синдзин-О                     | 1 (2002)                   |                            |
| Кубок NEC                     | 3 (2005, 2007, 2011)       | 1 (2009)                   |
| Кубок Daiwa                   |                            | 1 (2010)                   |
| Daiwa Cup Grand Champion      |                            | 2 (2008, 2011)             |
| JAL Super Hayago Championship |                            | 1 (2003)                   |
| Итого                         | 34                         | 21                         |
| Континентальные               |                            |                            |
| Кубок Asian TV                | 1 (2005)                   |                            |
| Кубок Agon (Китай—Япония)     |                            | 3 (2006—2008)              |
| Итого                         | 1                          | 3                          |
| Международные                 |                            |                            |
| Кубок LG                      | 1 (2005)                   |                            |
| World Oza                     |                            | 1 (2008)                   |
| Итого                         | 1                          | 1                          |
| Всего                         |                            |                            |
| Итого                         | 36                         | 25                         |